# 2048
- Wikisource

| Calendário gregoriano                                                        | 2048 MMXLVIII                        |
| Ab urbe condita                                                              | 2801                                 |
| Calendário arménio                                                           | 1498 – 1499                          |
| Calendário bahá'í                                                            | 204 – 205                            |
| Calendário budista                                                           | 2592                                 |
| Calendário chinês                                                            | 4744 – 4745 Início a 14 de fevereiro |
| Calendário copta                                                             | 1764 – 1765                          |
| Calendário etíope                                                            | 2040 – 2041                          |
| Calendários hindus - Vikram Samvat - Calendário nacional indiano - Cáli Iuga | 2103 – 2104 1969 – 1970 5148 – 5149  |
| Calendário Holoceno                                                          | 12048                                |
| Calendário islâmico                                                          | 1471 – 1472                          |
| Calendário judaico                                                           | 5808 – 5809                          |
| Calendário persa                                                             | 1426 – 1427 Início a 20 de março     |
| Calendário rúnico                                                            | 2298                                 |
| Calendário solar tailandês                                                   | 2591                                 |

2048 (MMXLVIII, na numeração romana) será um ano bissexto do século XXI que começará numa quarta-feira, segundo o calendário gregoriano. As suas letras dominicais serão ED. A terça-feira de Carnaval ocorrerá a 18 de fevereiro e o domingo de Páscoa a 5 de abril. Segundo o horóscopo chinês, será o ano do Dragão, começando a 14 de fevereiro.

| Evento                                                   | Data            | Hora  |
| -------------------------------------------------------- | --------------- | ----- |
| Aquário                                                  | 20 de janeiro   | 09:47 |
| Peixes                                                   | 18 de fevereiro | 23:48 |
| primavera no hemisfério norte e outono no hemisfério sul |                 |       |
| Carneiro/equinócio                                       | 19 de março     | 22:34 |
| Touro                                                    | 19 de abril     | 09:17 |
| Gémeos                                                   | 20 de maio      | 08:08 |
| verão no hemisfério norte e inverno no hemisfério Sul    |                 |       |
| Caranguejo/solstício                                     | 20 de junho     | 15:54 |
| Leão                                                     | 22 de julho     | 02:47 |
| Virgem                                                   | 22 de agosto    | 10:02 |
| Outono no Hemisfério Norte e Primavera no Hemisfério Sul |                 |       |
| Balança/equinócio                                        | 22 de setembro  | 08:00 |
| Escorpião                                                | 22 de outubro   | 17:43 |
| Sagitário                                                | 21 de novembro  | 15:33 |
| inverno no hemisfério norte e verão no hemisfério sul    |                 |       |
| Capricórnio/solstício                                    | 21 de dezembro  | 05:02 |

| UTC: Portugal Continental, Madeira, Guiné-Bissau e São Tomé e Príncipe Subtrair (-): 1 h nos Açores e Cabo Verde 2 h nas Ilhas oceânicas brasileiras 3 h em Brasília, em Goiás, na Amazônia Oriental Brasileira e no nordeste, sudeste e sul brasileiros 4 h na Amazônia Ocidental Brasileira, Mato Grosso e Mato Grosso do Sul 5 h no Acre e sudoeste do Amazonas Adicionar (+): 1 h em Angola e Guiné Equatorial 2 h em Moçambique 8 h em Macau 9 h em Timor-Leste. |
| Adicionar uma hora durante a vigência do horário de verão: Portugal Continental : De 29 de março a 25 de outubro de 2048 |

| Ano completo                           |
| -------------------------------------- |
| Ano bissexto com início à quarta-feira |

## Eventos esperados e previstos
- Ano do Dragão, segundo o Horóscopo chinês.

### Janeiro
- 1 de janeiro — Eclipse lunar total.[1]

- 14 de janeiro — O Protocolo de Proteção Ambiental do Tratado da Antártica será analisado.[2]

### Fevereiro
- 29 de fevereiro — Haverá uma rara lua cheia. Esta será a primeira instância de uma lua cheia em um dia bissexto desde 1972, sendo que não se sabe quando ocorrerá a próxima.[3][4]

### Junho
- 11 de junho - Eclipse solar anular.[5]

- 26 de junho — Eclipse lunar parcial.[6]

### Dezembro
- 5 de dezembro - Eclipse solar total.[7]

- 20 de dezembro — Eclipse lunar penumbral.[8]

### Datas desconhecidas
- Realização dos Jogos Olímpicos de Verão de 2048.

## Na ficção
- Strider (1989)
- Fear Effect 2: Retro Helix (2001)
- The Notre Dame de Paris Mosque (2005)
- Wipeout 2048 (2012)
- Almost Human (2013)

## Epacta e Idade da Lua
| Epacta gregoriana | - |
| Idade da Lua      | - |